# Die Teppichweber von Kujan-Bulak ehren Lenin
Die Teppichweber von Kujan-Bulak ehren Lenin ist der Titel eines Erzählgedichtes in den Kalendergeschichten von Bertolt Brecht. In dieser Kalendergeschichte geht es um ein armes Volk in einer kleinen Ortschaft in der Sowjetrepublik Usbekistan namens Kujan-Bulak, das Wladimir Iljitsch Lenin vorbildlich nach sozialistischen Werten ehrt.

## Entstehung
Das Gedicht entstand Ende 1929, angeregt durch den Zeitungsartikel „Ein Denkmal für Lenin“ aus der Frankfurter Zeitung vom 30. Januar 1929, dem er teilweise wortwörtlich folgte. Geplant war es zur Wiederkehr von Lenins Todestag (21. Januar 1924). Ende 1932 stellte Brecht dann drei Gedichte für eine Veröffentlichung zusammen („Die Bolschewiki entdecken…“, das Gedicht von den Teppichwebern und „Die Internationale“). „Die Internationale“ hatte er dann aber noch vor dem Druck gestrichen und stellte die beiden verbliebenen Gedichte unter das Motto Geschichten aus der Revolution. Später wurde das Gedicht von den Teppichwebern in die „Chroniken“ der Svendborger Gedichte (1939), dann in die Kalendergeschichten (1949) aufgenommen.

## Inhalt

### Erster Teil: Beschreibung
Lenin wird vieler Orts geehrt, weil er den Krieg zwischen Deutschland und Russland beendet hat.
Die sich erhebt aus dem Sumpf hinter dem alten Kamelfriedhof. Die schlechten Umstände der Bevölkerung werden beschrieben.
Die Bevölkerung erhält die Nachricht der Ehrung des Genossen Lenin. Sie wollen auch eine Büste zur Ehrung machen und sind bereit dafür zu zahlen trotz Armut und Krankheit.
Stepa Gamalew, ein Angehöriger der Roten Armee, sieht die Bereitschaft der Bevölkerung. Er sieht aber auch das Leiden und die Armut der Teppichweber. Deswegen kommt er zum Schluss, dass es nicht richtig ist Geld für die Büste auszugeben und bringt den Vorschlag das Geld zu nutzen, um das Fieber und die Mücken zu bekämpfen.
Hier wird die Idee ausgeführt mit dem Petroleum die Mücken zu bekämpfen um somit dem Fieber ein Ende zu setzen.
Die Bevölkerung ehrte Lenin, indem sie sich etwas Nützliches getan haben und haben seine Lehren verstanden.

### Zweiter Teil: Anleitung
Eine Tafel am Bahnhof des Ortes Kujan-Bulak soll die Lehre weit verbreiten.

## Form
Das Werk Die Teppichweber von Kujan-Bulak ehren Lenin erscheint, eingeteilt in fünf Strophen, in der Form eines Gedichtes. Auffallend ist, dass man es hier nicht mit einem herkömmlichen Gedicht zu tun hat, das einem festen Reimschema folgt und eine bestimmte Melodie besitzt. Auch bei den einzelnen Strophen ist in Gliederung und Länge keine Gesetzmäßigkeit zu finden. Vielmehr erzählt Brecht hier eine Geschichte und bricht so aus dem formalen Gedichtschema aus. Die Form des Gedichts orientiert sich nach Jan Knopf an das Erzählgedicht.
Das Werk erscheint lediglich visuell durch Zeilenumbrüche als ein Solches. Der Leser aber liest inhaltlich über die Zeilen hinaus bis zum Punkt. Es lässt sich somit sagen, dass Brecht künstlich Verse schafft, um die Erzählung der Teppichweber von Kujan-Bulak in die Form eines Gedichtes zu bringen.
Das Erzählgedicht ist in zwei Teile aufgegliedert. Der erste Teil beschreibt die Situation in der sich die Teppichweber befinden. Der zweite Teil schildert als eine Art Anleitung das Handeln der Teppichweber.

## Deutung/Interpretation

### Erster Teil
In der ersten Strophe wird die Ehrung Wladimir Iljitsch Lenins mit Büsten, Standbilder, Demonstration usw. „von Shanghai bis Chikago“ ausgeführt. Diese Ehrung lässt sich darauf zurückführen, dass Lenin als der Befreier der Sowjetunion aus der Zarenherrschaft gilt und als neuer Machthaber den Kommunismus einführte. Vor allem für die Unterschichten bzw. die Arbeiterschicht hatte dies eine große Bedeutung, da sie sich aus der neuen Staatsform Gerechtigkeit und Gleichheit versprachen. Außerdem wurde Lenin auch wegen der ihm zugeschriebenen Kriegsverhinderung zwischen Deutschland und Russland durch die Oktoberrevolution geehrt. Nach heutigem Wissen ist jedoch zu beachten, dass Lenin mit dem Roten Terror gewaltsame und brutale Maßnahmen zog.
Die Zeilen „So aber ehrten ihn die Teppichweber von Kujan-Bulak“ lassen darauf deuten, dass ebendiese Teppichweber Lenin auf eine spezielle und unkonventionelle Art ehren.
Die zweite Strophe verdeutlicht erstmals die Situation in der sich die Teppichweber befinden. Sie sind arm, notleidend und leben in jämmerlichen Verhältnissen. Ihre Siedlung befindet sich in der Nähe eines alten Kamelfriedhofes hinter dem sich ein Sumpf befindet aus dem unzählige Stechmücken kommen, welche Krankheit und Fieber bringen.
Mit der Eisenbahn kommt die Nachricht, dass der Tag der Ehrung Lenins bevorsteht. Vermutlich ist hierbei Lenins Todestag gemeint. Die Teppichweber entscheiden sich trotz des Elends, in dem sie leben, dafür Geld zu sammeln und eine Büste zu errichten. Sie gehören zur Unterschicht, die in Armut lebt. Lenin setzte sich mit dem Kommunismus für solche Schichten ein, die wenig hatten, um Gleichheit und Gerechtigkeit zu schaffen. Somit verehren sie Lenin und seine Taten.
Ein Angehöriger der Roten Armee, Stepa Gamalew, taucht auf. Zum einen erfreut ihn die Bereitschaft der Teppichweber. Zum anderen sieht er aber auch das Leid, welches sie ertragen müssen. Er hat die Einsicht, dass es nicht richtig wäre, Geld für die Büste auszugeben. Stattdessen bringt er den Vorschlag das Geld zur Bekämpfung der Mücken und somit des Fiebers zu verwenden, indem sie Petroleum kaufen und mit diesem den Sumpf zuschütten.
Der Rotarmist Stepa Gamalew wird durch die Nennung seines Namens als einziger hervorgehoben. Er ist eine Schlüsselfigur, welche für das richtige kommunistische bzw. sozialistische Handeln steht. Durch seine Idee hilft er den bedürftigen Menschen, anstatt ihnen für eine materialistische Ehrung Geld abzunehmen. Er handelt vorbildlich und menschlich. Mittels dieses Verhaltens wird Lenin geehrt, nicht im materialistischen, sondern im sozialistischen Sinn.
Die dritte Strophe umfasst lediglich eine Ausführung der Idee den Sumpf mit Petroleum zuzuschütten um die Mücken und das Fieber zu bekämpfen.
Die vierte Strophe ist die Schlüsselstelle des ganzen Gedichtes. Sie fasst den Kerngedanken der ganzen Erzählung zusammen.
Lenin hatte eine Abneigung gegen den Personenkult. Er beschwerte sich über die Verherrlichung seiner Person. Von Büsten, Statuen und derlei hielt er nichts. Die Teppichweber „hatten ihn also verstanden“. Sie nämlich ehrten ihn „indem sie sich selbst nützten“. Sie verstanden Lenins Werte und ehrten ihn nicht durch den Personenkult, sondern durch eine sozialistische Tat bzw. durch sozialistisch vorbildliches Verhalten.

### Zweiter Teil
In der fünften Strophe wird berichtet, wie die Geschichte der Teppichweber an die Menschheit gebracht wird. Mit einer Tafel, die am Bahnhof aufgestellt wird, soll die Lehre aus der Geschichte durch Vorbeireisende in die Welt hinausgetragen werden. Dank dieser Tafel wird Lenin wiederum geehrt. Die Tafel lehrt richtiges humanes Verhalten und verbreitet somit das sozialistische Gedankengut, ganz im Sinne Lenins.

## Wirkung
Das Gedicht der Teppichweber tritt als Parabel des richtigen sozialistischen Verhaltens auf. Brecht wollte uns mit dieser Geschichte, so wie mit vielen seinen Werken, etwas lehren. Er war der Meinung, dass man immer weitersuchen und weiterdenken muss, diskutiert und verbessert, um so die Zustände zu optimieren. Ebenfalls hielt er eine sozialistische Gesellschaft für notwendig und stellte sich so ein neues Zeitalter vor, in dem Vernunft, Gerechtigkeit und Menschlichkeit herrscht. Um diese seine Ansichten in der Bevölkerung zu verbreiten, dienten ihm seine Werke und das Theater als Werkzeuge. So schrieb Brecht viele kommunistische Lehrstücke, stark beeinflusst von Karl Marx, in dessen Schriften er sich vertieft hatte.

„Dieser Kerl ist der erste, der meine Stücke versteht.“

So Brecht über Marx, dessen Theorien das Denken des Schriftstellers maßgebend beeinflusst hat.
Ob das Stück bei der Leserschaft nun die vom Autor erwünschte Wirkung erzielt hat, ist nicht klar. Was bekannt ist, ist, dass die „Kalendergeschichten“ anfänglich eher kritisch aufgenommen wurden wegen einsetzenden Diskussionen in der kulturpolitischen Szene der DDR über Formalismus und Realismus. Heute ist die Sammlung eine gängige Schullektüre.

## Diverses
Die einzelnen Gedichte und Geschichten in den Kalendergeschichten sind in ihrer Bedeutung stark untereinander verflochten. Vergleicht man Die Teppichweber von Kujan-Bulak ehren Lenin mit den restlichen Stücken, fällt eine Komplementarität zur Geschichte „Cäsar und sein Legionär“. Beide Stücke sind beeinflusst vom Marxismus und. In Cäsar und seine Legionäre wird die soziale Ungleichheit bzw. die ungerechte Gesellschaftsordnung problematisiert. Im Gedicht der Teppichweber wird kommunistisches bzw. sozialistisches Verhalten gelehrt. So wirken die Stücke sozusagen als Gegensatz zueinander: Das Eine stellt das Problem und das Andere die Lösung dar.

## Rezeption
- Das Gedicht wurde in der Sammlung „Geschichten aus der Revolution“ veröffentlicht.
- Später wurde das Gedicht in die „Svendborger Gedichte“ (1939) und anschließend in die „Kalendergeschichten“ (1949) aufgenommen.
- 1957 wurde das Gedicht durch Hanns Eisler vertont.
- Eine gleichnamige Steinskulptur in Brünlasberg ist die künstlerische Umsetzung des Gedichts.